# 루 자코비
루 자코비(Lou Jacobi, 1913년 12월 28일 ~ 2009년 10월 23일)는 캐나다의 연극 배우, 영화배우, 텔레비전 배우이다.
토론토에서 태어났으며 맨해튼에서 사망하였다.

## 영화
- 아이큐 (1994년) - 커트 역
- 이젠 키스 안 사요 (1992년)
- 아발론 (1990년)
- 주말의 유혹 (1986년)
- 아이삭 리틀페더스 (1984년)
- 아름다운 날들 (1982년)
- 사고뭉치 첩보원 (1981년)
- 의문의 호출 (1979년)
- 로즈랜드 (1977년)
- 넥스트 스톱 그린위치 빌리지 (1976년)
- 섹스에 대해서 알고 싶어하는 모든 것 (1972년)
- 리틀 머더스 (1971년)
- 페넬로피 (1966년) - 덕키 역
- 당신에게 오늘 밤을 (1963년)
- 송 위다웃 엔드 (1960년)
- 찰리 문 (1956년)
- 뒷골목의 미소 (1955년)